# Hyssopus thymus
Hyssopus thymus är en stekelart som beskrevs av Girault 1916. Hyssopus thymus ingår i släktet Hyssopus och familjen finglanssteklar. Inga underarter finns listade i Catalogue of Life.